# Omissão
Omissão, no direito, é a conduta pela qual uma pessoa não faz algo a que seria obrigada ou para o que teria condições.

## Direito Penal
Para o direito penal, que não se ocupa de atos fortuitos e de força maior, os delitos surgem das condutas humanas, sempre classificáveis como ação (agir positivo) ou omissão (agir negativo).
Um crime omissivo ocorre quando uma pessoa não cumpre um dever ela imposta, e podem ser classificados em próprios e impróprios, de acordo com a exigência de um resultado para a concretização do tipo penal.

### Omissão própria
Os crimes omissivos próprios não exigem um resultado para a concretização do seu tipo penal. A omissão de socorro, por exemplo, é um delito por si só, e sua configuração não depende de que haja piora nas condições da vítima.
A finalidade destes crimes é impor uma regra de solidariedade humana, por meio da criminalização da indiferença ou inação.

### Omissão imprópria
Os crimes omissivos impróprios, ou comissivos por omissão, a pessoa desatende a um dever legal de evitar um resultado indesejável.
Novoa Monreal, citado por Cezar Roberto Bitencourt, entende que essa norma impõe um dever de segundo grau, obrigando a pessoa a impedir um processo causal em andamento, ainda que lhe seja estranho.

## Teologia Cristã
Para os ensinamentos cristãos, a omissão é uma falha em fazer algo que poderia e deveria ser feito, sendo considerada pecado se a pessoa sabe de seu poder e dever de agir. Como está escrito no livro de Tiago: “Aquele, pois, que sabe fazer o bem e não o faz, comete pecado.” (Tiago 4:17)
A gravidade do pecado omissivo, da mesma forma que dos pecados comissivos (por ação), varia de acordo com a magnitude do preceito violado e o grau da culpa. Ainda que ambos são da “natureza humana” e são perdoados por Deus quando uma pessoa aceita em sua vida o sacrifício de Jesus na cruz.
Considera-se ainda pecado omissivo, se a incapacidade da pessoa para agir decorre de uma ação própria dela, como no caso de perda de consciência por consumo de drogas que impeça o cumprimento de um dever. 
São Paulo refere-se diretamente a este pecado quando diz: "Porque não faço o bem que quero, mas o mal que não quero." (Rm 7:19 - Trad. Pe. Antônio Pereira de Figueiredo, aprovada por S.Em.a D. Jaime Card. de Barros Câmara)